# Радаєв Віктор Олександрович
Віктор Олександрович Радаєв (11 березня 1954  — 2009 ) — радянський футболіст, воротар, майстер спорту СРСР міжнародного класу. Переможець молодіжного чемпіонату Європи 1976 року і володар Кубка СРСР 1981 року.

## Кар'єра

### Клубна
Радаєв почав кар'єру в «Уралмаші», за який провів два сезони в Першій лізі. У 1974 році був призваний на військову службу і зарахований в московський ЦСКА, підписав контракт про проходження військової служби в статусі офіцера Радянської Армії. Але дебютував у складі «армійців» лише через два роки, 8 травня 1976 року, в переможному матчі проти мінського «Динамо» (2:0). Всього за столичний клуб Радаєв провів сім матчів у чемпіонаті і один в кубку (поразка від «Арарату» з рахунком 2:1). Восени того ж року Радаєв ненадовго перейшов у московське «Динамо», але так і не зіграв за клуб. Після повернення в ЦСКА воротар також залишався без ігрової практики.
У 1978 році Радаєв підписав контракт з ростовським СКА. У тому ж сезоні він допоміг клубу піднятися у вищу лігу. Наступні три роки у вищому дивізіоні Радаєв був основним воротарем клубу. У 1981 році СКА вийшов у фінал Кубка СРСР, де належало зіграти з московським «Спартаком». Ініціативу в грі захопили москвичі, але СКА злагоджено грав в обороні. На 35-й хвилині Сергій Яшин збив у штрафному майданчику Юрія Гаврилова і суддя призначив пенальті. Однак штатний пенальтист «Спартака» Олександр Мірзоян потрапив в штангу. За шість хвилин до фінального свистка після комбінації і рикошету від захисника «Спартака» забив Сергій Андрєєв, в результаті володарем трофея став СКА.
Як володар Кубка СРСР СКА отримав право на виступ в Кубку володарів кубків УЄФА. У першому раунді СКА впевнено пройшов турецький «Анкарагюджю» — 3:0 і 2:0 (Радаєв грав тільки в першому матчі). Другим суперником донських «армійців» став представник ФРН, «Айнтрахт Франкфурт». На шостій хвилині кореєць Чха Бом Гин пробивав головою після прострілу зліва — сильно, з відскоком від землі. Радаєв зіграв спокійно, забравши м'яч в руки. Потім кілька разів пробивав низом Норберт Нахтвай, на 16-й хвилині Вернер Лорант ударом завершував швидку контратаку, але знову надійно зіграв Радаєв. На 30-й хвилині після подачі кутового забив Яшин, потім СКА відійшов назад. На 67-й хвилині Лорант отримав хорошу можливість забити, але вдарив вище воріт. В останні десять хвилин німці активно намагалися зрівняти рахунок. Спочатку Радаєв взяв м'яч в руки за межами штрафного майданчика, але «Айнтрахт» не зміг використовувати призначений штрафний, а через хвилину німці забили, але гол був відмінений через порушення правил. СКА переміг з мінімальним рахунком, але в матчі-відповіді програв з рахунком 0: 2 і закінчив свій перший і єдиний єврокубковий сезон.
У 1982 році СКА грав уже в Першій лізі, а Радаєв вибув з основного складу, в сезоні того року він зіграв лише два матчі в кубку. Потім Віктор Радаєв, продовжуючи службу в рядах Збройних Сил СРСР, перебрався в київський СКА, де провів три сезони.
У 1986 році Радаєв відправився в НДР в розташування Групи Радянських військ в Німеччині (ГРВН), де, продовжуючи військову службу, виступав в першості Збройних Сил СРСР, а також отримав можливість виступати в східнонімецьких клубах. У 1986-88 провів два сезони в КВО (Берлін), в цьому ж клубі грав його товариш по молодіжній збірній 1976 року, також майстер спорту СРСР міжнародного класу Юрій Аджем.
Після закінчення сезону 1987/88 Радаєв завершив кар'єру. Проте в 1992 році він зіграв 1 гру у першій лізі України за «Кристал» (Чортків), в якій пропустив 2 м'ячі і на поле більше не виходив.

### У збірній
В період перебування в ЦСКА Радаєв грав за молодіжну збірну СРСР на молодіжному чемпіонаті Європи 1976 року. В групі у Радянського Союзу був лише один суперник — Туреччина. Після поразки на виїзді з рахунком 2:1 команда відігралася вдома 3:0, завдяки чому вийшла з групи. У чвертьфіналі суперником була Франція, після взаємних домашніх перемог з рахунком 2:1 була серія пенальті, яку виграв СРСР з рахунком 4:2. Після перемоги над Нідерландами (3:0, 0:1) в півфіналі, команда Радаєва вийшла в фінал, де з загальним рахунком 3:2 обіграла Угорщину. За успішний виступ на турнірі Радаєв отримав звання майстер спорту СРСР міжнародного класу.

## Досягнення
- Володар Кубку СРСР: 1981
- Чемпіон Європи (U-23): 1976